# 日本取引所グループ
株式会社日本取引所グループ（にっぽんとりひきじょグループ、英: Japan Exchange Group, Inc.、略称: JPX、日本取引所）は、日本の持株会社。金融商品取引法上の金融商品取引所持株会社であり、「株式会社東京証券取引所」「株式会社大阪取引所」「株式会社東京商品取引所」といった取引所運営会社、情報システム関連サービスを提供するJPX総研、清算機関である日本証券クリアリング機構を子会社として保有している。日経平均株価とTOPIX Large70、JPX日経インデックス400の構成銘柄の一つ。
「日本取引所グループ」や略称の「JPX」は同持株会社を指すほか、その傘下の会社等も含めた企業集団を指すこともある。
本項では日本取引所自主規制法人についても記載する。

## 歴史

### 合併と買収

#### 東京証券取引所グループと大阪証券取引所の経営統合
ともに独立して株式現物市場ならびに金融デリバティブ市場の双方を運営または傘下としていた東京証券取引所グループと大阪証券取引所とが2013年に経営統合した。株式市場ならびに金融デリバティブ市場はそれぞれ統合され、株式市場については、経営統合時点で世界第3位の規模となった。
2013年の経営統合前に大阪証券取引所を運営していた「株式会社大阪証券取引所」が商号変更により「株式会社日本取引所グループ」となった。
また、経営管理及び経営管理に附帯する事業を除くすべての事業が「株式会社大阪証券取引所」から「新大証設立準備株式会社」（2012年9月25日設立）という名前の新会社に会社分割（吸収分割）の形で引き継がれ、この会社が商号変更により「株式会社大阪取引所」となった。経営管理及び経営管理に附帯する事業は、商号変更後で言う日本取引所グループに残された。

#### 東京商品取引所の買収
2019年3月、日本取引所グループと東京商品取引所間での経営統合についての基本合意書が締結された。この経営統合に関する詳細は別記事を参照。同年9月、商品デリバティブ等を扱う取引所である東京商品取引所について、同年8月より開始した株式公開買付けが成立し、同年11月に完全子会社化した。

#### JPX総研の設立
2021年12月、市場関連サービスを提供する新たな子会社としてJPX総研が設立された。翌年4月には、JPXのデータ、デジタル関係事業をJPX総研に集約する組織再編が行われた。海外の主要取引所グループは、データやテクノロジーを活用したデジタル事業やネットワーク事業を強化し、事業の多角化やサービスの高度化を推進している。日本国内においても、ブロックチェーンなど新しいデジタル技術を活用した市場を創設する動きがある。こうした環境変化に対応し、グループのデジタル・トランスフォーメーション（DX）を担う組織としてJPX総研が設立された。

### 歴代最高経営責任者
| 代 | 氏名     | 就任日 | 退任日 | 出身校                 |
| -- | -------- | ------ | ------ | ---------------------- |
| 1  | 斉藤惇   | 2013年 | 2015年 | 慶應義塾大学商学部     |
| 2  | 清田瞭   | 2015年 | 2023年 | 早稲田大学政治経済学部 |
| 3  | 山道裕己 | 2023年 | 現職   | 京都大学法学部         |

### 沿革
- 2011年
  - 11月22日 - 東京証券取引所グループと大阪証券取引所が経営統合することを発表。
- 2013年
  - 01月01日 - 大阪証券取引所が東京証券取引所グループを吸収合併し、日本取引所グループに社名変更。
  - 01月04日 - 東京証券取引所第1部に上場[21]。
  - 07月16日 - 当社傘下の東証・大証の現物市場が東証に統合・一本化される。上場企業（法人）数はJASDAQを含む大証単独の1100社を含む3423社。
- 2014年
  - 03月24日 - 東証のデリバティブ取引が大阪証券取引所市場に一本化され、併せて大阪証券取引所は大阪取引所に社名変更。
- 2019年
  - 03月28日 - 日本取引所グループと東京商品取引所間での経営統合についての基本合意書を締結[13]。
  - 10月01日 - 東京商品取引所の株式を株式公開買付けにより議決権ベースで97.15%取得し、連結子会社化[14][22]。
  - 11月01日 - 東京商品取引所の残りの株式を株式売渡請求により取得し、完全子会社化[15][16][17]。
- 2021年
  - 12月1日 - 金融商品市場に関係するデータ・インデックスサービス及びシステム関連サービスを提供する子会社として、株式会社JPX総研が設立された[18]。
- 2022年
  - 04月1日 - 株式会社東京証券取引所と株式会社大阪取引所のデータ、デジタル関係事業をJPX総研に承継する会社分割が行われた[19]。また、東証のシステム開発などを担ってきた東証システムサービスがJPX総研に吸収合併された[19]。これらの組織再編によりJPXのデータ、デジタル関係事業がJPX総研に集約され、JPX総研が業務を開始した[19]。同日、西日本における企業支援の強化や、大阪国際金融都市構想への貢献、首都圏広域災害時のバックアップ等を目的に、大阪本社と大阪IPOセンターを開設した[23][24]。

## 主要事業・関連会社

### 証券取引所（金融現物取引所）、カーボン・クレジット市場開設
- 東京証券取引所
株券・CB（内国株・外国株：プライム市場、スタンダード市場、グロース市場、TOKYO PRO Market）、TOKYO PRO-BOND Market、債券、ETF、ETN、J-REIT、ベンチャーファンド、カントリーファンド、インフラファンド、カーボン・クレジット

### デリバティブ取引所
- 大阪取引所
国内株価指数先物・オプション（日経225先物・オプション、TOPIX先物・オプション等）、有価証券オプション、海外株価指数先物、国債先物・オプション、取引所外国為替証拠金取引[注釈 4]、商品デリバティブ（先物・オプション）取引
- 東京商品取引所
商品現物取引、商品デリバティブ（先物・オプション）取引

### 市場関連サービス
- JPX総研
株価指数などのインデックス算出、データサービス、ITソリューション、ITネットワーク[27]

### 自主規制
- 日本取引所自主規制法人
本記事内で記載

### 清算
- 日本証券クリアリング機構
金融関連取引、商品（コモディティ）関連取引の清算（クリアリング）

### 決済
- 証券保管振替機構（持分法適用関連会社）
有価証券（日本国債を除く）の振替・決済

### システム開発
- 東証コンピュータシステム（富士ソフトグループ、東京証券取引所の持分法適用関連会社）

## 日本取引所自主規制法人
日本取引所自主規制法人（英語: Japan Exchange Regulation、略称: "JPX-R"）は、日本の法人。日本取引所グループが発行する資料の子会社欄に記載されているが、金融商品取引法に基づく自主規制法人という種別の法人であり、会社には分類されないため、厳密には「子会社」ではない。
当法人の「会員」は株式会社日本取引所グループのみであり、同社が当法人の議決権の100%を直接保有している。資料のページ76「企業集団の状況」において、株式会社日本取引所グループが議決権の100%を直接保有していることと、金融商品取引法第88条の十九「各会員の議決権は、平等とする」から、会員は株式会社日本取引所グループのみであることがわかる。

### 沿革
- 2007年10月17日 - 東京証券取引所自主規制法人が設立。
- 2007年11月01日 - 自主規制業務を開始。
- 2013年07月16日 - 大阪証券取引所の自主規制機能を東京証券取引所自主規制法人に統合。[32]
- 2014年04月01日 - 日本取引所自主規制法人に名称変更[33]。

### 理事長
| 氏名      | 出身   | 前職                                                                   | 在任期間               |
| --------- | ------ | ---------------------------------------------------------------------- | ---------------------- |
| 林 正和   | 大蔵省 | 財務事務次官、主計局長、大臣官房長、経済企画庁長官官房長               | 2007年10月 - 2013年6月 |
| 佐藤 隆文 | 大蔵省 | 金融庁長官、金融庁監督局長、金融庁検査局長                             | 2013年6月 - 2019年6月  |
| 細溝 清史 | 大蔵省 | 金融庁長官、金融庁監督局長、金融庁検査局長、金融庁総務企画局総括審議官 | 2019年6月 -            |

### 業務概要
主な業務を記載。
- 上場審査部：東証への上場を希望する会社に対する上場適格性を判断するための審査
- 上場管理部：東証上場会社に対し、その情報開示に関する審査や上場維持適格性の判断
- 考査部：東証・大阪取引所における取引参加者[注釈 6]の調査等
- 売買審査部：東証・大阪取引所における市場の公正性・信頼性保護等のため、インサイダー取引や相場操縦などの不公正取引のおそれのある取引等に関する詳細な調査等